# Gnjilan (miasto Pirot)
Gnjilan (cyr. Гњилан) – wieś w Serbii, w okręgu pirockim, w mieście Pirot. W 2011 roku liczyła 2520 mieszkańców.